# Compsophorus striatifrons
Compsophorus striatifrons là một loài tò vò trong họ Ichneumonidae.